# Close My Eyes Forever
«Close My Eyes Forever» es un sencillo de Lita Ford, interpretado en dueto junto a  Ozzy Osbourne  esposo de su representante Sharon Osbourne, en 1988. Ozzy y Lita se unieron para grabar esta canción que salió como sencillo en 1988. Tuvo buena recepción por ser interpretada por dos exmiembros  de bandas exitosas: Ozzy como exintegrante de Black Sabbath y Lita de The Runaways. La canción destaca las habilidades vocales que tienen Ozzy y Lita, ambos con las voces un poco distorsionadas.
- Datos: Q2979634